# Вуле Тривунович
Вукашин Тривунович (сербохорв. Vukašin Trivunović / Вукашин Тривуновић; нар. 13 березня 1983, Гламоч, СФРЮ), більш відомий як Вуле Тривунович — боснійський футболіст та тренер, виступав на позиції захисника.

## Клубна кар'єра
Народився в Гламочі. Футболом розпочав займатися на батьківщині, в клубах «Борац» та БСК (обидва — Баня-Лука). У 1999 році дебютував у доролому футболі виступами за «Борац», у складі якого того року зіграв у 2-ох поєдинках. У 2000 році переїхав до сусідньої ФР Сербії і Чорногорії, де підписав контракт з вищоліговим «Обиличем». У першому сезоні свого перебування в сербському клубі виступав за молодіжний склад, разом з яким виграв молодіжну першість ФР Югославії у сезоні 1999/00 років. Проте незважаючи на успіхи в молодіжній команді до основного складу Вуле пробитися не зумів. Тому в пошуках ігрової практики на правах оренди в 2002 році повертається до рідного «Бораца», кольори якого захищав до 2003 року. У команді з Бані-Луки був гравцем основного складу, у боснійському чемпіонаті зіграв 30 матчів. У 2003 році повернувся в «Обилич», де зміг дебютувати, але основним гравце команди не був (зіграв 8 матчів).
У 2004 році переїхав до Німеччини, де захищав кольори нижчолігового «Вакера» (Бургхаузен). Зіграв у 5-ти матчах Регіоналліги Південь. У 2005 році повернувся до Боснії, де став гравцем прем'єрлігового ФК «Сараєво». У складі столичного клубу був гравцем основного складу, у Прем'єр-лізі зіграв 53 матчі та відзначився 4-ма голами.
У 2007 році перейшов до російських «Хімок». Дебютував у чемпіонаті Росії 10 березня 2007 року в матчі 1-го туру проти самарських «Крил Рад». 21 квітня 2007 року відзначився голом у ворота власного клубу у програному (1:2) виїзному поєдинку 5-го туру проти московського «Динамо». Тривунович вийшов на поле в стартовому складі, а на 52-ій хвилині отримав жовту картку. «Реабілітувався» Вукадин лише наступного сезону, 6 серпня 2008 року, коли на 90-ій хвилині 1/16 фіналу кубку Росії проти СКА (Ростов-на-Дону) відзначився голом, але його команда вс ж поступилася з рахунком 2:3. Дебютним голом у РФПЛ відзначився 25 жовтня 2008 року на 76-ій хвилині переможного (3:1) домашнього поєдинку 26-го туру проти владивостоцької «Промінь-Енергії». Вуле вийшов у стартовому складі та відіграв увесь матч. Усього за три роки в «Хімках» він провів 67 матчів і забив 3 м'ячі.
У 2010 році повернувся до «Бораца», де зіграв 27 матчів та відзначився 1 голом. У 2011 році виїхав до Польщі, де підписав контракт з місцевою «Краковією». У футболці польського клубу зіграв 11 матчів та відзначився 2-ма голами в національному чемпіонаті.
У 2012 році перейшов до клубу «Жетису» з казахстанської Прем'єр-ліги. У вищому дивізіоні казахстанського футболу дебютував 18 березня 2012 року в переможному (5:2) домашньому поєдинку 2-го туру проти «Кайсара». Тривунович вийшов на поле на 75-ій хвилині, замінивши Івана Цветковича. У футболці «Жетису» зіграв 9 матчів.
У 2012 році повернувся в Боснію і Герцеговину, де до 2014 року виступав у клубах «Борац» (Баня-Лука) та «Сараєво».

## Кар'єра в збірній
Вкликався до складу молодіжної збірної Боснії і Герцеговини, у футболці якої зіграв 25 поєдинків. У 2006 році провів 3 поєдинки у складі головної збірної Боснії і Герцеговини.

## Статистика виступів
«Хімки»
| Клуб              | Сезон             | Чемпіонат | Чемпіонат | Кубок | Кубок | Загалом | Загалом |
| Клуб              | Сезон             | Матчі     | Голи      | Матчі | Голи  | Матчі   | Голи    |
| ----------------- | ----------------- | --------- | --------- | ----- | ----- | ------- | ------- |
| «Хімки»           | 2007              | 29        | 1         | 2     | 0     | 31      | 1       |
| «Хімки»           | 2008              | 20        | 2         | 1     | 0     | 21      | 2       |
| «Хімки»           | 2009              | 14        | 0         | 1     | 0     | 15      | 0       |
| Усього за «Хімки» | Усього за «Хімки» | 63        | 3         | 4     | 0     | 67      | 3       |

(Станом на 6 липня 2010)

## Кар'єра тренера
Розпочав тренерську діяльність одразу по завершенні кар'єри гравця. У 2014 році став головним тренером БСК (Баня-Лука), в якому виступав ще у юні роки як гравець. У 2015 році очолив «Слободу» (Мрконич-Град), а наступного року — «Слогу» (Србац). З 2016 року працював спочатку асистентом головного тренера, а згодом і голоіним тренером клубу «Борац» (Баня-Лука). З 2017 року тимчасово безробітний.